# Виктор I
Виктор I (на латински: Victor); е римски папа от 189 г. до 199 г.

## Биография
Роден е в Северна Африка. Служил като архидякон. След избирането си активно участвал в спора за времето за празнуване на Великден. Папа св. Виктор I Мъченик е известен със сремежа му да обедини църквите, което се изразявало в това, че те всички трябва да празнуват Великден в неделя. По негово време по-голяма част от Църквата чествала Христовата Пасха в деня от седмицата, в който Христос възкръснал - неделя, но църквите в Мала Азия празнували Великден на 14-ия ден на месец Нисан от еврейския календар, който можел да се пада в различен от неделята ден. Те изхождали от практиката на св. Йоан Благослов, който спазвал еврейската традиция. Папа Виктор заплашва с отлъчване онези, които не празнуват Възкресение в Господния ден. След писмо на св. Ириней Лионски до него с молба да „охлади страстите“, за да избегне опасността от сериозен разкол в Църквата, папа Виктор приема съвета на Ириней и търпеливо отстъпва. При неговия приемник - папа св. Зеферин - църквите се обединяват и официално приемат честването на Господнята Пасха да се извършва само в неделен ден. Впоследствие папа Виктор е канонизиран.